# Флаг Успенского сельского поселения (Белоглинский район)
Флаг муниципального образования Успе́нское сельское поселение Белоглинского района Краснодарского края Российской Федерации — опознавательно-правовой знак, служащий официальным символом муниципального образования.
Флаг утверждён 4 июня 2012 года и внесён в Государственный геральдический регистр Российской Федерации с присвоением регистрационного номера 7617.

## Описание
«Прямоугольное полотнище с отношением ширины к длине 2:3, разделённое вертикально на жёлто-сине-жёлтые полосы в соотношении; 1:2:1. В синей части полотнища над сложенными накрест казачьими шашками в ножнах на полумесяце рогами вверх — крест с трилистными концами, над крестом — восьмилучевая звезда, по сторонам ниже звезды — две летящие к кресту пчелы. Все фигуры выполнены жёлтым цветом».
Официально утверждённое описание флага не совпадает с рисунком флага прошедшим экспертизу в Геральдическом совете при Президенте Российской Федерации.

## Обоснование символики
Флаг языком символов и аллегорий отражает исторические, культурные и экономические особенности сельского поселения.
Селение Успенское основано в канун праздника Успения Пресвятой Богородицы. В основе герба и флага Успенского сельского поселения лежит символика Пресвятой Богородицы. Одним из символов Пресвятой Богородицы является изображение креста, с концами в виде трилистника, стоящего на полумесяце рожками вверх. Синий цвет и золотая восьмилучевая звезда также являются изобразительными символами Богородицы.
Звезда также символизирует образованность и просвещение.
Синий цвет также является определяющим цветом линейных казаков, к которым первоначально, до объединения с черноморцами в единое Кубанское казачье войско, принадлежали казаки станицы Успенской.
Синий цвет (лазурь) символизирует безупречность, добродетель, волю, чистое небо.
Изображение пчёл символизирует трудолюбие, коллективизм, умение постоять за себя и близких, а также указывает на пчеловодство, которым активно занимаются жители поселения.
Жёлтые края аллегорически указывают на сельское хозяйство, основой которого является выращивание зерновых.
Жёлтый цвет (золото) — символ величия, богатства, процветания, прочности и достатка.
Изображение казачьих шашек символизирует славные традиции казачества, их прошлое и настоящее, их постоянную готовность встать на защиту родной земли. Шашки в ножнах аллегорически указывают на миролюбие жителей Успенского сельского поселения.